# Congregación de Esclavas de María Santísima de los Dolores
La Congregación de Esclavas de María Santísima de los Dolores fundada en 1866 es una de las 25 cofradías penitenciales de la Semana Santa en Zaragoza. Única exclusivamente femenina.

## Origen
La congregación fue fundada en el año 1866 en el convento de Santo Domingo por un grupo de mujeres devotas del Santo Rosario y desde ahí se trasladó a su actual sede en el año 1868. Es la única cofradía exclusivamente femenina de la ciudad de Zaragoza.

## Hábito
Utilizan una túnica negra con pala central y dos pliegues laterales, ceñida con un cordón blanco en la cintura, con tres nudos en un extremo y cuatro en el otro, simbolizando los siete dolores de María. Al cuello llevan un escapulario de la Virgen de los Dolores. Para cubrirse utilizan una cofia negra, con un velo de luto, tapando la cara. Guantes, zapatos y medias negros. Las integrantes de la sección de tambores cambian el velo por tercerol negro.

## Anagrama
Corazón blanco coronado por unas llamas y atravesado por una espada dorada.

## Festividades
- La fiesta titular es el 15 de septiembre.
- Septenario de los Dolores (finaliza el Viernes de Dolores).
- Viernes de Dolores.
- Octavario de la Gloria (comienza el Domingo de Pascua).

## Sedes
Sede Canónica: Insigne Iglesia Parroquial de San Pablo, Plaza de San Pablo, 50003-Zaragoza.
Sede Social: Insigne Iglesia Parroquial de San Pablo